# 좋은 날
〈좋은 날〉은 대한민국의 가수 아이유의 노래이다. 아이유의 세 번째 미니 음반 《REAL》의 타이틀곡으로서 2010년 12월 9일 발매되었다.

## 성과
〈좋은 날〉은 발매 이후 각종 음원사이트 실시간, 일간차트 1위를 하면서 인기를 끌었다.  2010년 12월 10일부터 활동을 시작해 발매 일주일여만에 《인기가요》에서 처음으로 1위를 차지하였고, 이어서 3주연속으로 1위를 달성해 트리플 크라운을 달성하였다. 이외에도 각종 음악 프로그램에서 1위를 차지하였다. 2010년 12월 각종 음원사이트 월간차트도 1위를 휩쓸었다. 이곡의 마지막 부분에서 나오는 3단고음은 이후 많은 가수들이 따라하고 수많은 패러디를 만들며 좋은 반응을 보였다. 대표적으로 전현무의 7단고음 패러디 등이 유명하다. 또한 아이유는 이 곡을 계기로 국민여동생 타이틀을 거머쥐게 되었다.